# Les Efforts East
Les Efforts East es una localidad de Trinidad y Tobago, que forma parte de la ciudad de San Fernando.

## Geografía
La localidad abarca parte de la isla Trinidad y limita al norte con Lower Hill Side, al sur y oeste con Les Efforts West y al este con Pleasantville.

## Demografía
Datos demográficos de la localidad de Les Efforts East:
| Gráfica de evolución demográfica de Les Efforts East entre 2000 y 2011 |
|                                                                        |